# بوشيني متعاكس
بوشيني متعاكس (الاسم العلمي: Puccinia opposita) هو نوع من الفطريات يتبع جنس البوشيني من فصيلة البوشينية.